# あ段

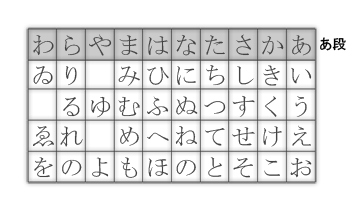
あ段在五十音圖中的位置。

是指在日語五十音圖中最上面的一列（第一段）。中所有的假名發音均含有母音開央不圓唇元音/ä/，包括、和等十個假名。
 -  -  -  - 